# Freightliner PL
Freightliner PL Spółka z o. o. (VKM: FPL) je polským železničním dopravcem, který je dceřinou společností britské skupiny Freightliner Group Ltd. Sídlem společnosti je Varšava. V roce 2017 šlo o 6. nejvýznamnějšího nákladního dopravce v Polsku.

## Historie

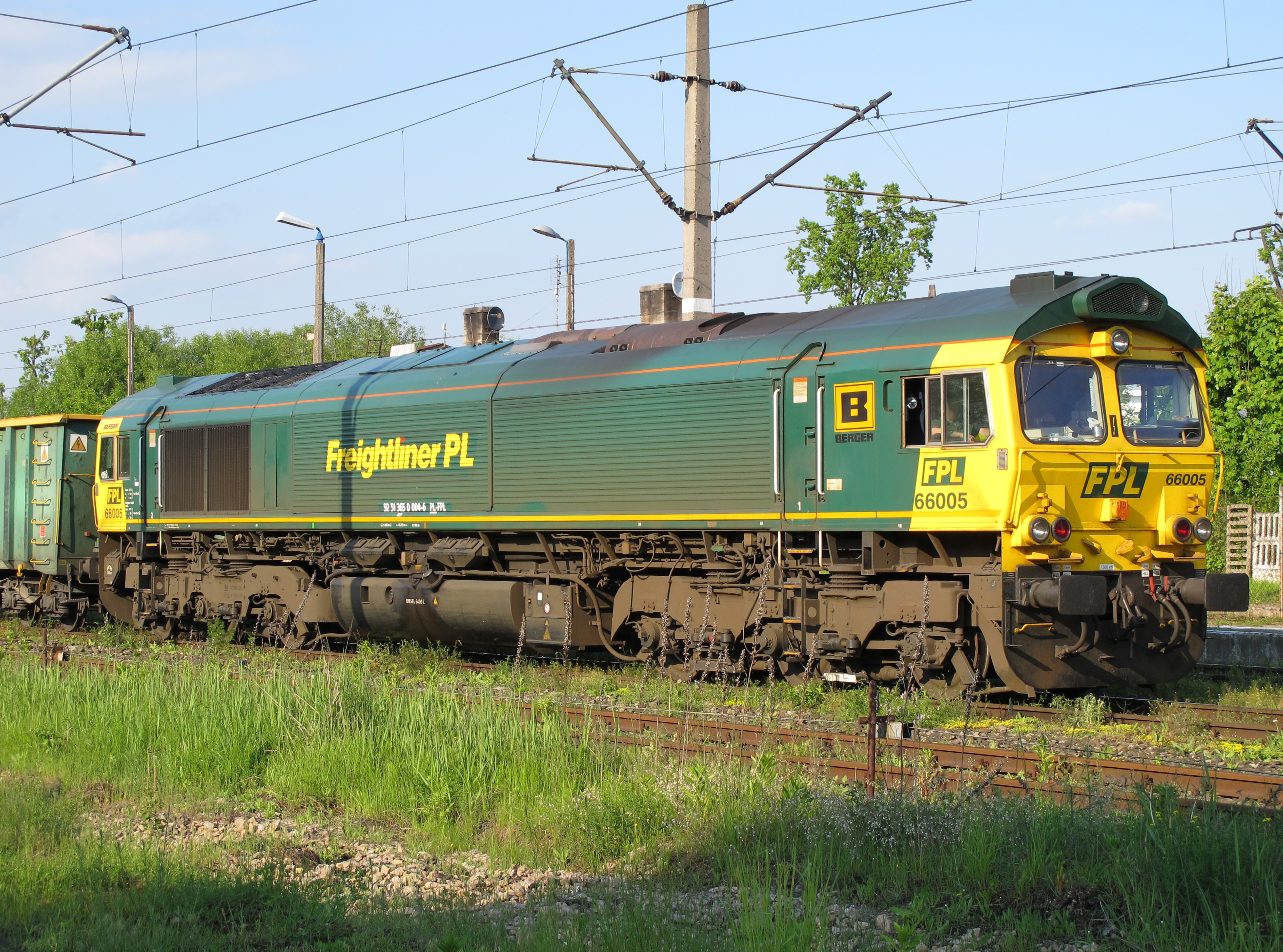
Lokomotiva typu JT42CWRM Freightliner PL

Společnosti FPL vznikla 1. října 2005. 7. prosince 2005 pak získala licenci pro provozování drážní dopravy od polského drážního úřadu UTK. Samotné provozování drážní dopravy firmy zahájila až v roce 2007. První provozovanou relací této firmy je doprava černého uhlí z dolu Bogdanka do elektrárny Kozienice.
V dalších letech se firma soustředila především na přepravu kameniva a uhlí. Vedle toho se věnuje také transportu agrárních produktů,  které zahájila v roce 2014.
Postupem času si společnost vypracovala významnou pozici mezi polskými dopravci. V roce 2017 byl už její podíl na trhu ve výši 2,91 % (měřeno dle přepravního výkonu v čistých tunových kilometrech), za první pololetí roku 2024 pak dokonce 3,37 %, čímž se jednalo o šestého největšího nákladního železničního dopravce v Polsku.

## Park vozidel
Firma provozovala výhradně lokomotivy typu JT42CWRM, vyrobené lokomotivkou Electro-Motive Diesel v kanadském Londonu. Lokomotivy si pronajímala od společnosti Angel Trains. Jednalo se o celkem sedm strojů, z nichž první čtyři dorazily do Polska v srpnu 2007. V roce 2016 firma rozšířila svůj park lokomotiv o pět elektrických strojů Newag Dragon s pomocným spalovacím motorem.
Pro vozbu sypkých substrátů firma v roce 2007 zakoupila 432 kusů čtyřnápravových vozů řady Eamnoss vyrobených společností Greenbrier Europe / Wagony Świdnica.

## Provoz
28. dubna 2020 společnost odvezla v trase Tarnowskie Góry – Łódź Olechów rekordně těžký vlak tažený jednou dieselovou lokomotivou typu JT42CWR (Class 66). Vlak o délce 723,2 m (+ délka lokomotivy) přepravující štěrk v 64 vozech řady Eanos měl hrubou hmotnost 5167 tun, přepravovaný substrát vážil 4020 tun.